# Найлз, Сара
Сара Найлз (англ. Sarah Niles; род. XX век, Торнтон-Хит, Лондон) — британская актриса
. Она появилась в «Мистер Одиннадцатый» и «Прекрасные люди» (2009), «Торн: Соня» (2010), «Чистота» (2015), «Катастрофа» (2015–2019), «Доверься мне» (2019), «Я могу уничтожить тебя» и «Не с первой попытки» (2020), «Точка обзора» (2021), «Богатства» и «Песочный человек» в 2022 году. Она наиболее известна тем, что получила две номинации на премию «Эмми» за свою роль доктора Шэрон Филдстоун в телесериале «Тед Лассо».

## Биография
Сара Найлз родилась в Торнтон-Хите, на юге Лондона, и была младшей из трёх дочерей в семье электрика и медсестры, оба из Барбадоса, приехавших в Великобританию в конце 1950-х годов. Она изучала драму в Манчестерской школе театра, являющейся частью Манчестерского столичного университета.
Найлз в основном появлялась в театральных постановках, включая шоу в Национальном театре, «Ройал-Корт», «Олд Вик» и театр Буш. В 2013 и 2014 годах она работала с Королевской шекспировской труппой в роли Чармиан в «Антоний и Клеопатра». В том же году она сыграла Титубу в аншлаговой постановке «Суровое испытание» в «Олд Вик», которая транслировалась в кинотеатрах по всей Великобритании и за рубежом. В 2017 году она появилась в роли Кармен в пьесе Гильермо Кальдерона в «Ройал-Корте» вместе с Полом Кэйем, Эйми-Фион Эдвардс и Данусией Самал.
На экране Найлз наиболее известна по главной роли в комедии BBC «Прекрасные люди» вместе с Оливией Колман. У неё также были роли в различных комедийных телешоу, появляясь вместе с Шэрон Хорган и Робом Дилейни в телесериале «Катастрофа» и Джейсоном Судейкис во втором и третьем сезонах «Тед Лассо». За последний она выиграла премию Гильдии киноактеров за выдающуюся игру актёрского состава в комедийном сериале вместе с актёрским составом сериала и получила две номинации на премию «Эмми» за лучшую женскую роль второго плана в комедийном сериале в 2022 году и лучшую приглашенную актрису в комедийном сериале в 2023 году. Недавно она появилась в отмеченном наградами фильме Сары Гаврон «Рокс», в фильме Микейлы Коул «Я могу уничтожить тебя» и в сериале Netflix «Песочный человек». Ранее она появлялась в фильмах Майка Ли «Беззаботная», «Телохранитель» и «Остинленд».

## Фильмография
| Год       |    | Русское название                     | Оригинальное название              | Роль                           |
| --------- | -- | ------------------------------------ | ---------------------------------- | ------------------------------ |
| 1999      | с  | Детектив Джек Фрост                  | A Touch of Frost                   | WPC №1                         |
| 2008      | с  | Доктор Кто                           | Doctor Who                         | статуя 1                       |
| 2008      | с  | Пип-шоу                              | Peep Show                          | кассир                         |
| 2008—2009 | с  | Прекрасные люди                      | Beautiful People                   | Реба                           |
| 2008      | ф  | Беззаботная                          | Happy-Go-Lucky                     | Таш                            |
| 2009      | с  | Мистер Одиннадцатый                  | Mister Eleven                      | Одри                           |
| 2010      | с  | Торн: Соня                           | Thorne                             | Мэгги Бирн                     |
| 2010      | ф  | Телохранитель                        | London Boulevard                   | больничная медсестра           |
| 2011      | с  | Быть человеком                       | Being Human                        | Доктор Хейли Гамильтон         |
| 2012      | ф  | Сейчас самое время                   | Now Is Good                        | медсестра №2                   |
| 2013      | ф  | Остинленд                            | Austenland                         | Делайла                        |
| 2014      | с  | Смерть в раю                         | Death in Paradise                  | Сильвен Дор                    |
| 2014      | с  | Улица Ватерлоо                       | Waterloo Road                      | Сесиль Циби                    |
| 2014      | ф  | Танцуй отсюда!                       | Cuban Fury                         | ученица Сальсы                 |
| 2015      | с  | Чистота                              | Spotless                           | старший инспектор Дайан Сквайр |
| 2015—2019 | с  | Катастрофа                           | Catastrophe                        | Мелисса                        |
| 2016      | с  | Призраки Марли                       | Marley's Ghosts                    | Сью                            |
| 2016      | с  | Счастливчик                          | Stan Lee's Lucky Man               | медсестра Абоко                |
| 2017      | с  | Холби Сити                           | Holby City                         | Мириам «Мим» Шугарман          |
| 2018      | с  | Двигаясь вперед                      | Moving On                          | Дебс                           |
| 2019      | с  | Доверься мне                         | Trust Me                           | Стелла Маккейн                 |
| 2019      | ф  | Рокс                                 | Rocks                              | мисс Букер                     |
| 2020      | с  | Я могу уничтожить тебя               | I May Destroy You                  | офицер Фунми                   |
| 2020      | с  | Не с первой попытки                  | Trying                             | Алиша                          |
| 2020      | с  | Дракула                              | Dracula                            | Мэг                            |
| 2021      | с  | Точка обзора                         | Viewpoint                          | старший инспектор Джилл Конрой |
| 2021—2023 | с  | Тед Лассо                            | Ted Lasso                          | доктор Шэрон Филдстоун         |
| 2022      | с  | Богатства                            | Riches                             | Клаудия Ричардс                |
| 2022      | с  | Песочный человек                     | The Sandman                        | Розмари                        |
| 2022      | ф  | Это - Рождество                      | This Is Christmas                  | Джудит                         |
| 2023      | мс | Ох уж эти детки!                     | Rugrats                            | няня Пип (озвучка)             |
| 2023      | ф  | Токсичный мститель                   | The Toxic Avenger                  | мэр Тогар                      |
| 2024      | мс | Мой шумный дом                       | The Loud House                     | Икс (озвучка)                  |
| 2024      | мф | Мой шумный дом: Не время шпионить    | No Time to Spy: A Loud House Movie | Икс (озвучка)                  |
| 2025      | ф  | F1                                   | F1                                 | Бернадет                       |
| 2025      | ф  | Главы государств                     | Heads of State                     | Симона Брэдшоу                 |
| 2025      | ф  | Фантастическая четвёрка: Первые шаги | The Fantastic Four: First Steps    | Линн                           |
| 2025      | ф  | Клуб убийств по четвергам            | The Thursday Murder Club           | TBA                            |

## Награды и номинации
| Год  | Награда                        | Категория                                                  | Работа    | Результат | Прим.       |
| ---- | ------------------------------ | ---------------------------------------------------------- | --------- | --------- | ----------- |
| 2021 | Серебряное перо                | Лучшая актриса второго плана в комедийном сериале          | Тед Лассо | Номинация | [ 9 ]       |
| 2021 | Серебряное перо                | Лучший актёрский состав в комедийном сериале (общий)       | Тед Лассо | Победа    | [ 9 ]       |
| 2022 | Эмми                           | Лучшая женская роль второго плана в комедийном телесериале | Тед Лассо | Номинация | [ 9 ] [ 5 ] |
| 2022 | Премия Гильдии киноактёров США | Лучший актёрский состав в комедийном сериале               | Тед Лассо | Победа    | [ 9 ] [ 4 ] |
| 2023 | Эмми                           | Лучшая женская роль второго плана в комедийном телесериале | Тед Лассо | Номинация | [ 9 ]       |